# کتاب علی
براساس روایات فراوانی از قرن دوم هجری، کتاب علی مجموعه‌ای از سخنان محمد، پیامبر اسلام، است که که علی بن ابی‌طالب گردآوری کرده‌است. یک نقل قدیمی صحنه‌ای را نقل می‌کند که علی در پیش محمد مطالبی را که از او می‌شنوید بر روی ورقی از پوست می‌نوشت. روایتی دیگر می‌گوید که فقیه مکه در اوایل قرن دوم از این کتاب آگاه بود و مطمئن بود که نوشتهٔ علی است.
در مورد محتوای کتاب گفته شده‌است که کتاب شامل همهٔ چیزهایی که مردم به‌آن نیاز دارند مانند مواردی در احکام حلال و حرام و حتی دیهٔ خراش‌ها بود. وجود مطالبی در مورد جفر نیز روایت شده‌است.
این کتاب از جمله میراث خاندان پیامبر توصیف شده‌است؛ به این معنی که در سلسلهٔ امامان شیعه دست به دست منتقل شده و آنان را از دانش ویژه‌ای آگاه می‌کند که باعث برتری آنان بر دیگران از جمله دانشمندان می‌گردد. باور این چنین بوده‌است که این کتاب در اختیار امامان شیعه سجاد، محمد باقر و جعفر صادق بود و این دو امام اخیر به وفور از آن روایت کرده‌اند. امامان دیگر نیز از آن کتاب روایت کرده‌اند. این روایات در مورد احکام فقهی است، اگرچه روایات باطنی هم وجود دارد.

## مشابه
طبق برخی روایات، کتاب علی طوماری پوستی به طول ۷۰ ذراع است. این همان توصیف طوماری است که در برخی گزارش‌های دیگر به نام الجامعه شناخته می‌شود؛ ادعا شده است که هر دو حاوی اطلاعاتی هستند که مردم در مورد حلال و حرام، قوانین ارث و حتی غرامت مالی برای جراحات جسمی به آن نیاز دارند. سند دیگری به نام کتاب فاطمه نیز توصیف مشابهی از مطالب، اندازه و محتویات دارد. نسخه خطی دیگری به نام جفر به طور دوره‌ای در ارتباط با توصیف خاصی مطرح می‌شود که نشان می‌دهد متن شامل هر چیزی است که افراد نیاز دارند، حتی پول برای غرامت کبودی. تصور می‌شود که هر دو اثر اخیر از یادداشت‌های علی تشکیل شده است که هنگام گوش دادن به سخنان پیامبر برداشته است. با این حال، ارجاعات به این دو نوشته اخیر تمایل به تمرکز بر مباحث باطنی و آخرالزمانی دارد، که به اولی تا حد زیادی و به دومی به طور کامل اشاره شده است. ظاهراً همه آنها بخشی از میراث مکتوب خاندان پیامبر بودند که بسیاری از شیعیان اولیه معتقد بودند از طریق نسل امامان منتقل شده و به آنها دانش منحصر به فردی داده است که آنها را از بقیه جامعه، از جمله علما، متمایز می‌کند.

## شرح و تحقیق
سید محمد علی موحد ابطحی در محموعه ارزشمند رجالی خودش تهذیب المقال، کتاب علی یا مصحف علی را در ذیل نام «کتاب أمیرالمؤمنین» چنین معرفی کرده است: «و کان أمیرالمؤمنین أول من صنّف فی الإسلام کتاباً کبیراً عظیماً جامعاً فی الشرائع و الأحکام و الحلال و الحرام و الطهارۀ و الصلاۀ و سائر ابواب الفقه».. وی شش دلیل برای اعتبار این کتاب بر می شمارد: 1) کان الکتاب بخطّه الشریف و إملاء رسول الله کما صرّح بذلک أئمۀ أهل البیت علی ما فی کثیر من الأخبار، 2) روی هذا الکتاب جماعۀ کثیرۀ من أصحابهم، 3) کانت نسخۀ کتاب علی بخطّه الشریف عند أولاده و الأئمۀ من أهل بیته و تشّرف بزیارتها جماعۀ من أصحابهم و قرأّءها جماعۀ من خواصّ أصحابهم، 4) أنّ عند أصحاب الائمۀ نسخۀ من کتاب علی أو نسخۀ بعضه و عرضوها علی الائمۀ فصححّوها، 5) کان کتاب علیّ سنداً لما رواه الائمۀ و إذا إختلفت کلمات القوم فی عصرهم و ترددّ لذلک أصحابهم، أحتجّوا بکتاب علیّ، 6) بل یظهر من بعض الأخبار أنّ کتابه کان میزاناً یعرف و یتمیّز به المکذوب و المفتعل علی علیّ.». البته وی کتاب مستقل و مفصلی درباره کتاب علی نوشته است.

## مطالعهٔ بیشتر
- سجادی زاده، سید علی (۱۳۸۰). «در جستجوی کتاب علی علیه السلام». الهیات و حقوق (۱): ۱۴۷–۱۵۶.
- ناجی اصفهانی، حامد (۱۳۷۹). «بازجست «کتاب علی»». حوزه اصفهان (۴): ۷–۶۳.

- Modarressi, Hossein (2003). Tradition and Survival: A Bibliographical Survey of Early Shi'ite Literature, Volume 1. Oneworld Publications. ISBN 1851683313.